# Elektrisk krets

Elektrisk krets bestående av en spänningskälla och en resistor

En elektrisk krets består av elektromekaniska och elektroniska komponenter som till exempel ström- och spänningskällor, strömbrytare, glödlampor, elmotorer, reläer, resistorer, kondensatorer, induktorer, transistorer och dioder sammankopplade med elektriska ledningar så att de bildar en sluten krets, sådan att en elektrisk ström kan passera genom kretsen.

## Typer av kretsar

### Aktiva kretsar

Exempel på en aktiv krets (schmittrigger) bestående av transistorer, resistorer och kondensator

Aktiva kretsar innehåller aktiva komponenter som till exempel elektronrör och transistorer, ström- och spänningskällor, men kan även innehålla passiva komponenter.

### Passiva kretsar

Exempel på en passiv krets bestående av två resistorer och en kondensator

Passiva kretsar är kretsar som inte innehåller aktiva komponenter.

### Linjära kretsar
En linjär krets uppfyller kraven för superpositionsprincipen. Utsignalen från kretsen för en linjärkombination av signaler på ingångssidan uppfyller det linjära sambandet
{\displaystyle F(a_{1}x_{1}+a_{2}x_{2}+...+a_{n}x_{n})=a_{1}F(x_{1})+a_{2}F(x_{2})+...+a_{n}F(x_{n})}
En linjär växelströmskrets där alla spänningar och strömmar är sinusformade och av samma konstanta frekvens, kan analyseras med hjälp av jω-metoden där alla växelstorheter och impedanser representeras av komplexa tal. Beräkningar på linjära växelströmskretsar med andra vågformer kan underlättas av fourieranalys och laplacetransformation.

### Icke-linjära kretsar
Icke-linjära kretsar innehåller exempelvis halvledande komponenter såsom dioder och transistorer. Beräkningar på icke-linjära kretsar kan vanligen endast utföras med approximativa numeriska metoder, eftersom komponenternas resistans, ström- och spänningsförstärkning, kapacitans och andra egenskaper inte är konstanta, utan kan bero av spänning och ström. Vid analys av stora signaler kan man exempelvis anta att en diod antingen leder (med ett konstant spänningsfall) eller spärrar, och att en transistor antingen är bottnad, strypt eller i aktivt (approximativt linjärt förstärkande) tillstånd. 
Vid småsignalsanalys, det vill säga analys av strömmar och spänningar med små avvikelser från en arbetspunkt eller vilopunkt (dess värdgenomsnittliga värden), kan det innebära tillräcklig noggrannhet att anta att de icke-linjära komponenterna beter sig som linjära komponenter.

## Lagar för elektricitet
- Ohms lag
- Kirchhoffs första lag
- Kirchhoffs andra lag
- Nortons teorem
- Thévenins teorem

## Kretselement

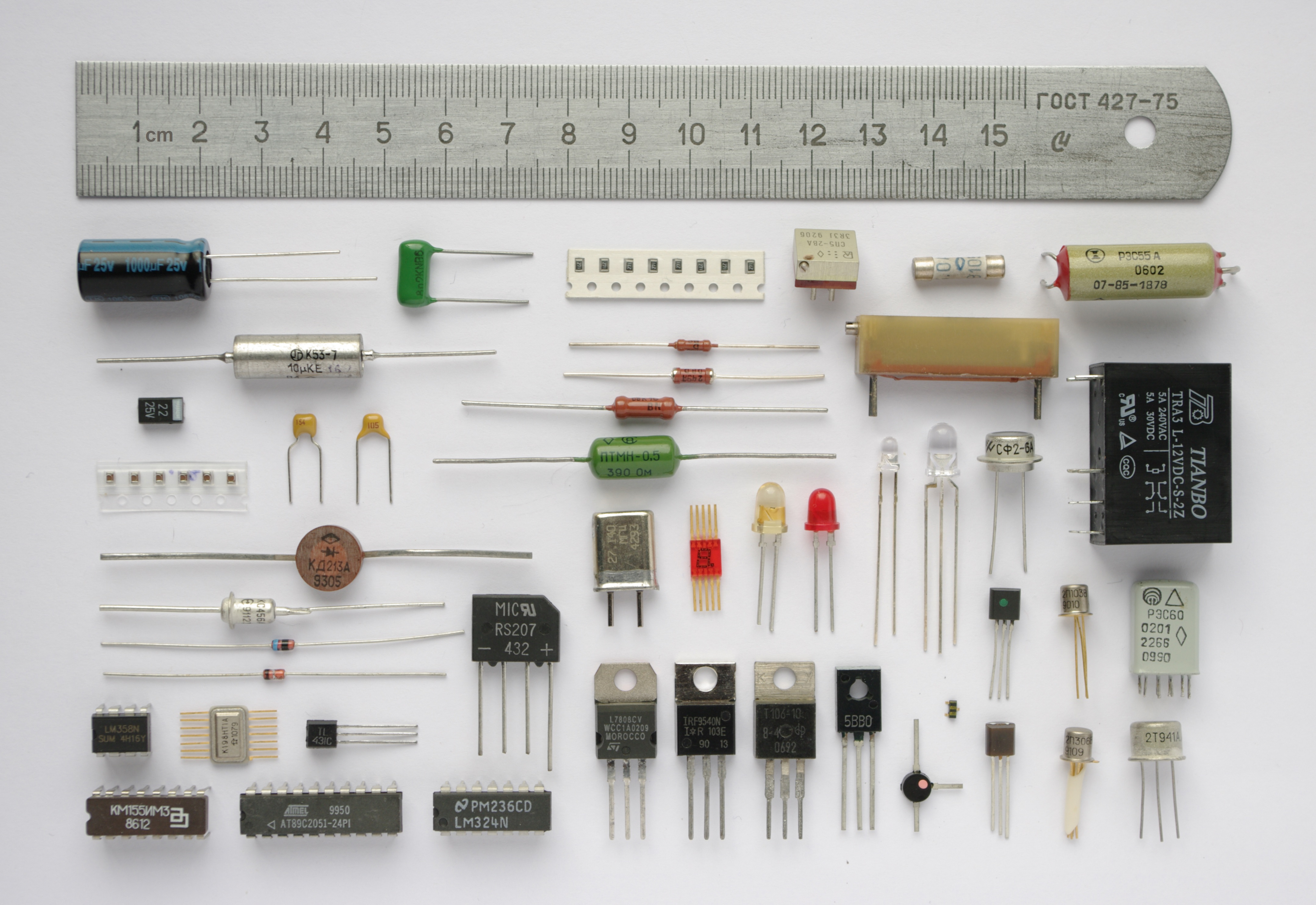
Exempel på komponenter

### Passiva kretsar

#### Komponenter
- Resistor
- Kondensator
- Induktor

#### Enkla passiva kretsar
- Seriekoppling
- Parallellkoppling

#### Analys av sinusformade växelförlopp
- jω-metoden

### Aktiva kretsar

#### Komponenter
- Batteri
- Transistor
- Diod
- Tyristor
- Transformator
- Elektronrör

## Mönsterkort

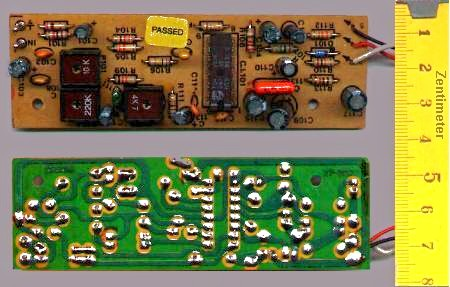
Komponentsida och lödsida

I moderna apparater utgörs ledningarna ofta av ett metalliskt foliemönster på en skiva av isolerande material vilket kallas för mönsterkort. Den ursprungliga monteringsmetoden är hålmontering, vilken innebär att komponenternas anslutningstrådar sticks ner i hål som borrats i mönsterkortet, varefter trådarna löds till foliemönstret på kortets andra sida. Med en senare metod som kallas ytmontering, vilken är bättre lämpad för miniatyrisering, läggs komponenterna på foliesidan, där anslutningsdelarna löds fast.
Mönsterkort skapas med EDA-program som till exempel KiCad.
De hålmonterade komponenterna löds fast i ett enda moment i en våglödningsmaskin. Ytmonterade komponenter smälts fast i en ugn.
Det färdiglödda kortet kallas kretskort.